# ريو ياماشيتا
ريو ياماشيتا (باليابانية: 山下 諒) (23 أغسطس 1999 في شيغا في اليابان – )؛ هو لاعب كرة قدم ياباني سابق كان يلعب كلاعب وسط.

## وصلات خارجية
- ريو ياماشيتا على موقع رابطة كرة القدم اليابانية للمحترفين (اليابانية)
- ريو ياماشيتا على موقع Soccerway.com (الإنجليزية)